# Broletto (Pavia)

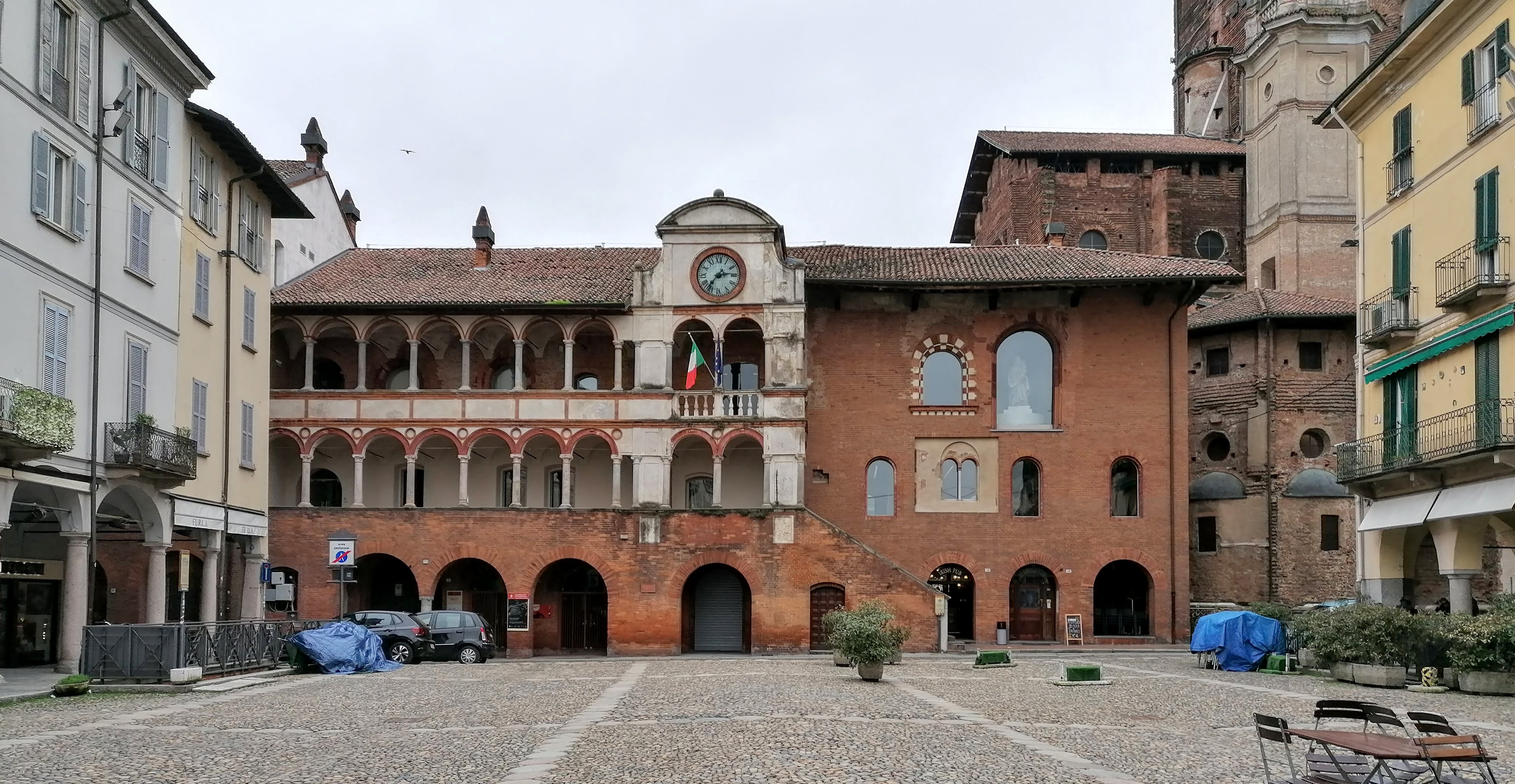
Broletto (2021)

Das Broletto (deutsch etwa „Stadthaus“ oder „Rathaus“), gelegen in der Stadt Pavia, ist eines der bedeutendsten mittelalterlichen Profangebäude der Stadt. Das Gebäude erhebt sich unmittelbar östlich des Doms; das repräsentative Ensemble beider Bauten bildet ein offensichtliches, jedoch nahezu einmaliges Zeugnis für die enge Verbindung zwischen geistlicher und weltlicher Macht in einer Stadt des europäischen Mittelalters.

## Geschichte und Architektur
In der römischen Zeit grenzte das Gebiet, das heute vom Broletto eingenommen wird, an das Forum der Stadt. Während der Restaurierungsarbeiten am Gebäude zwischen 1926 und 1928 wurden große Ziegel mit dem Stempel des Bischofs Crispinus entdeckt, wobei unklar ist, ob sie Crispinus I. (446–466) oder Crispinus II. (521–541) zuzuordnen sind. Zudem wurde ein Mosaik mit weißen und schwarzen Tesserae mit einem Peltenmotiv aus dem 4. Jahrhundert n. Chr. freigelegt, das heute in den Städtischen Museen (Musei Civici) aufbewahrt wird. Der Innenhof des Broletto wurde zwischen 1977 und 1979 von der Universität Lancaster archäologisch untersucht.
Dasselbe Gebiet wurde später vom Bischofspalast eingenommen, der nach der Überlieferung auf Wunsch des Bischofs Damianus (680–710) zu Beginn des 8. Jahrhunderts errichtet wurde. Ab der Mitte des 12. Jahrhunderts begann die Bevölkerung Pavias, sich im Hof des bischöflichen Palastes (broilum Sancti Syri) zu versammeln, so etwa im Jahr 1162, als in Anwesenheit von Kaiser Friedrich I. Barbarossa die Eroberung Mailands mit einem Festmahl gefeiert wurde. Wenige Jahrzehnte später, im Jahr 1184, wurde das Gebiet mit der endgültigen Etablierung der konsularischen Kommune als „Broilo der Konsuln der Kommune“ bezeichnet.
In nur zwei Jahren, zwischen 1197 und 1198, wurde der erste Kern des Broletto errichtet, wie eine lobende Inschrift bezeugt, die heute in den Städtischen Museen aufbewahrt wird. Das Gebäude entstand auf einem Gelände, das zuvor Teil des bischöflichen Palastes war und vom Bischof Lanfranco Beccari an die Kommune abgetreten wurde. Wie viele andere kommunale Paläste in der Lombardei, die in denselben Jahrzehnten entstanden, wurde das Broletto in der Nähe der Kathedrale errichtet, um die Rolle der Hauptkirche der Diözese bei der Stärkung der Freiheiten und der neuen kommunalen Institutionen hervorzuheben.
Der Palast, der auf den Platz San Savino (heute Piazza Cavagneria) blickt, nimmt den südlichen Teil des heutigen Broletto-Komplexes ein. Ähnlich wie andere kommunale Gebäude jener Zeit war das Gebäude im Erdgeschoss mit Arkaden ausgestattet, von denen Spuren in der Fassade erhalten sind, die den Innenhof des Broletto im Süden begrenzt und mit der gegenüberliegenden Seite zur Piazza Cavagneria ausgerichtet ist. Man kann noch die Umrisse von fünf Arkaden im Erdgeschoss erkennen, insbesondere hinter der Loggetta dei Notai (Loge der Notare) aus dem 16. Jahrhundert. Diese wurden von niedrigen runden Pfeilern getragen, über denen sich, nicht in Achse mit den Bögen der Loggia, Triforien öffneten, von denen einige erst kürzlich wieder freigelegt wurden. Die Pfeiler bestehen aus Angera-Stein, ebenso wie die Verkleidung der Wand im Erdgeschoss, während die darüber liegende Mauer aus Ziegeln besteht. In den Triforien bestehen die kleinen Säulen und die mit Blattmotiven verzierten Kapitelle, die in einer eleganten, „französisch“ anmutenden Ausführung gestaltet sind, ebenfalls aus Angera-Stein. Im Jahr 1236 verkaufte Bischof Rodobaldo Cipolla der Kommune auch die verbleibenden Teile des bischöflichen Palastes, wodurch eine Erweiterung des Broletto ermöglicht wurde.

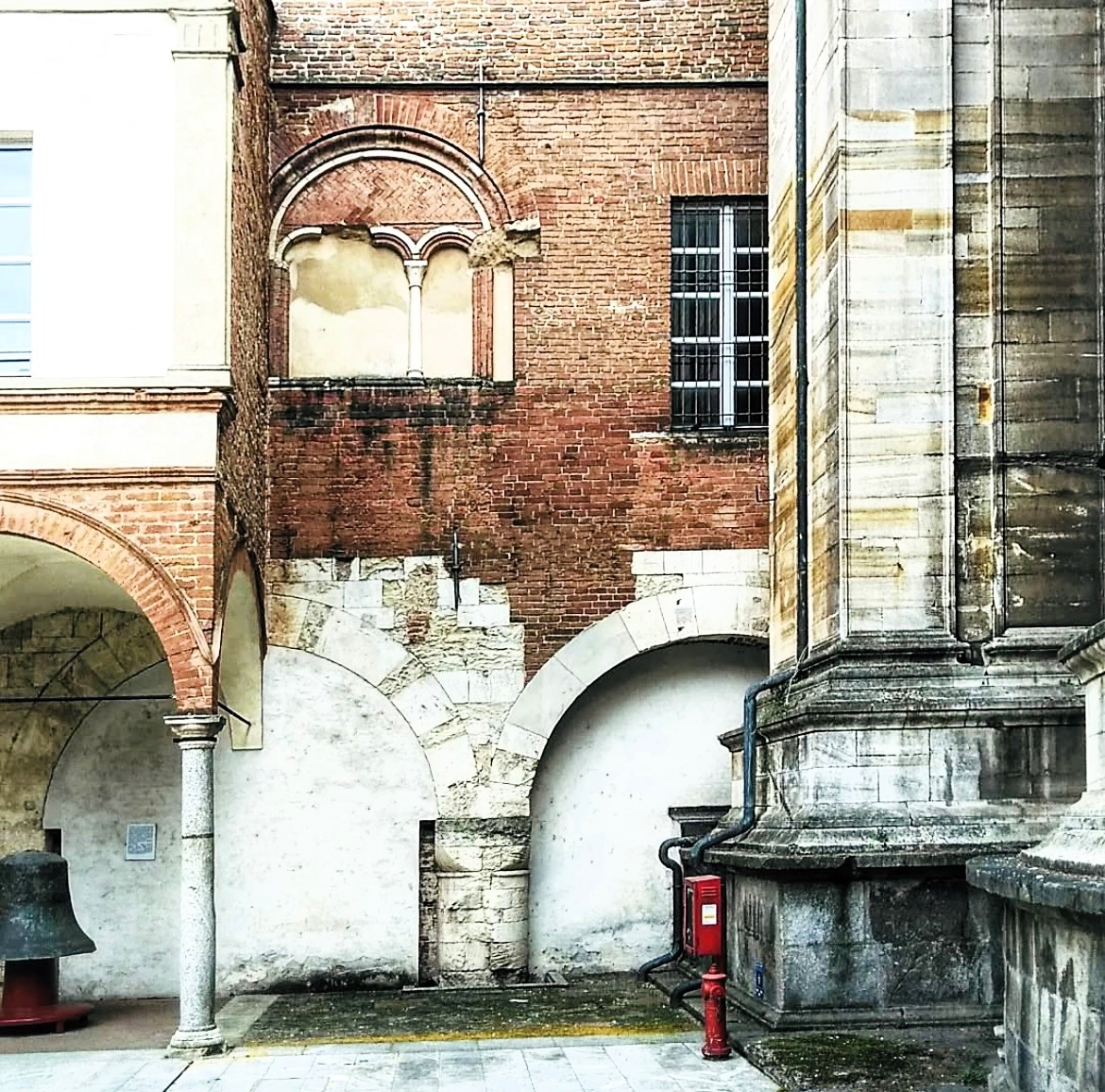
Die Arkaden und die (heute geschlossenen) Dreifenstergruppen des ältesten Flügels des Broletto-Palastes (1197–1198).
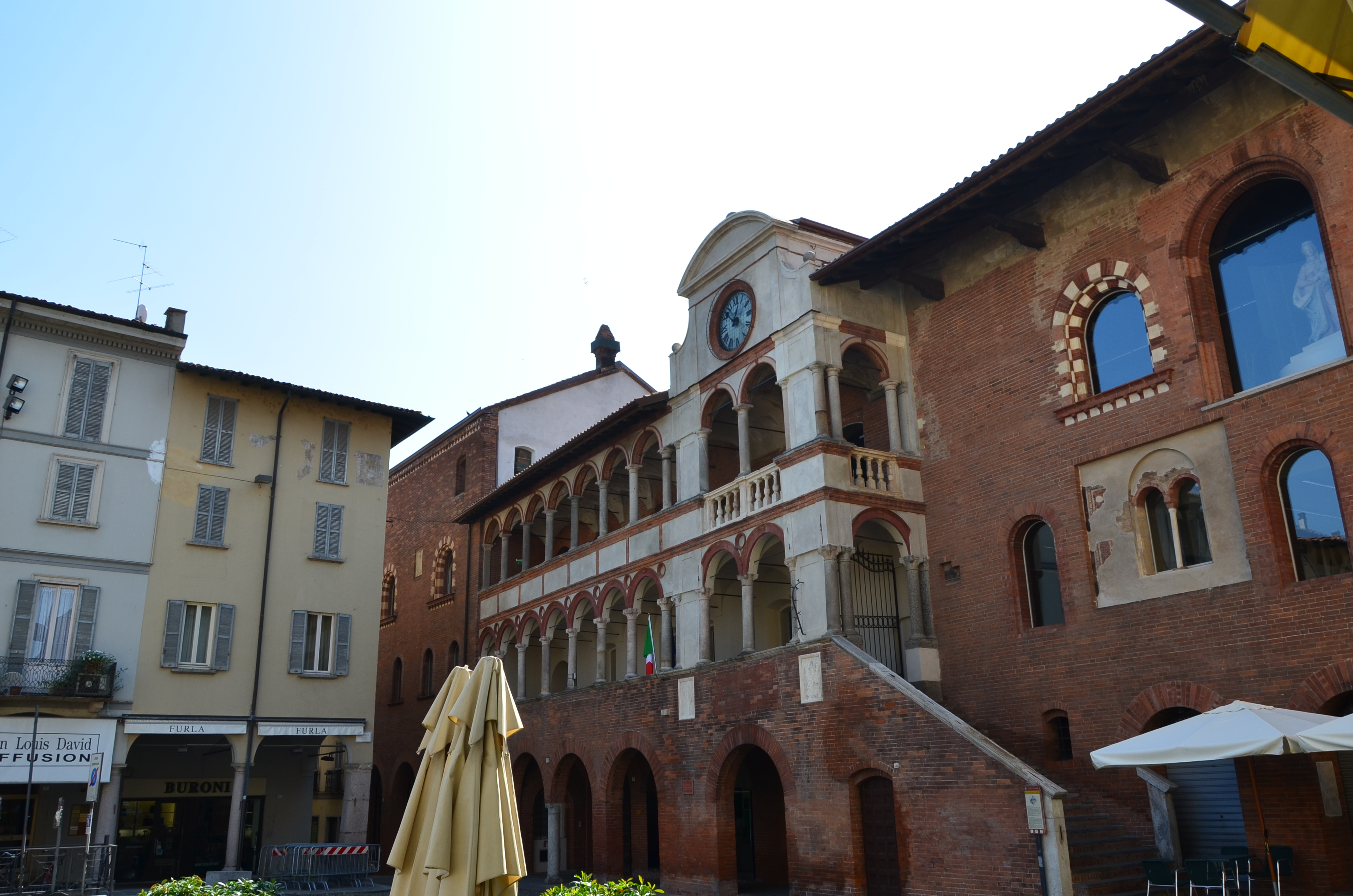
Die Fassade auf der Piazza Vittoria und die Fenster mit zweifarbigen Rahmen gehören zum Flügel des Palastes, der in der ersten Hälfte des 13. Jahrhunderts errichtet wurde.
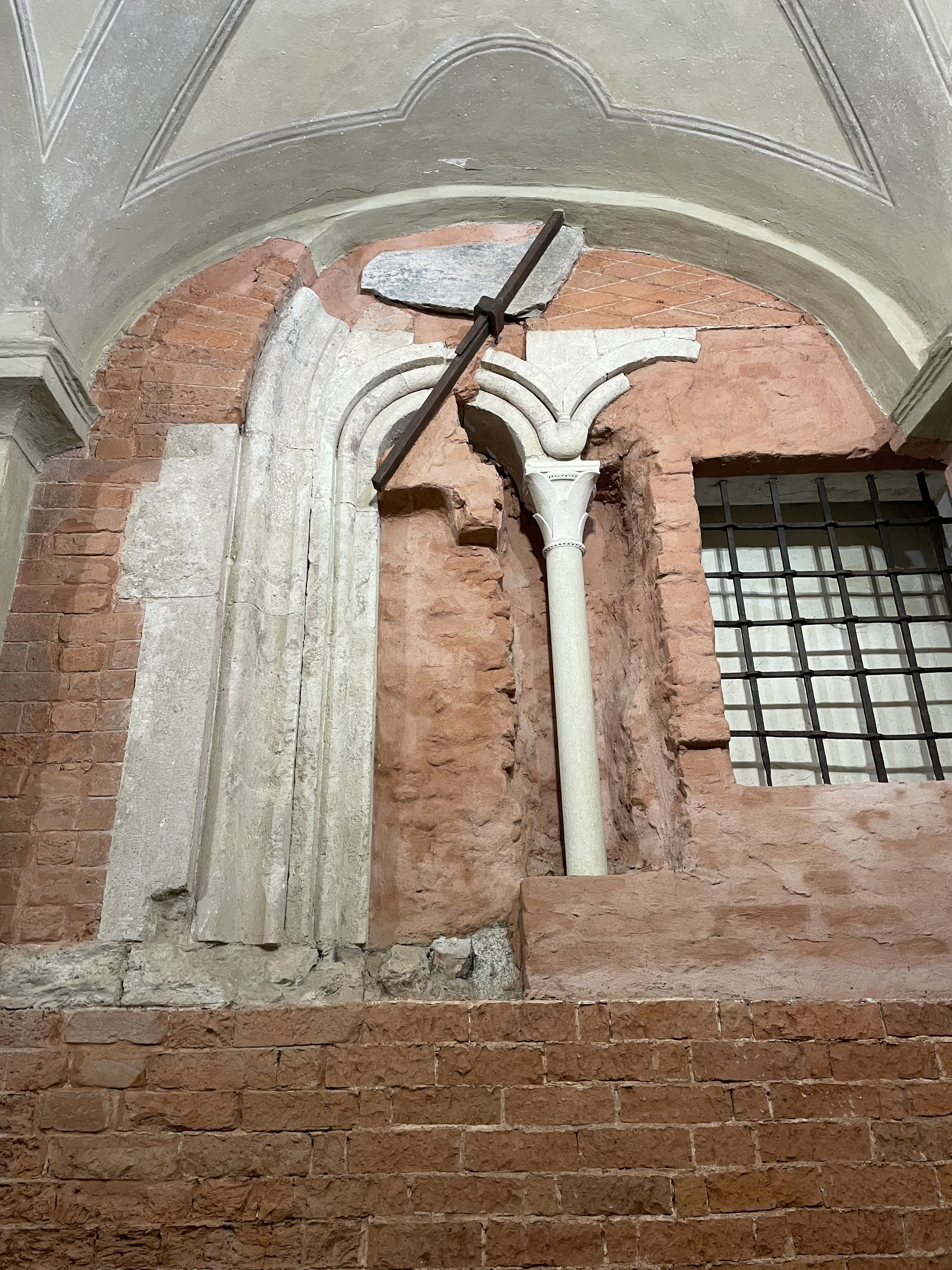
Überreste eines der Dreifenster der ältesten Flügel des Palastes (1197–1198), die während der Restaurierungsarbeiten wieder zum Vorschein kamen.
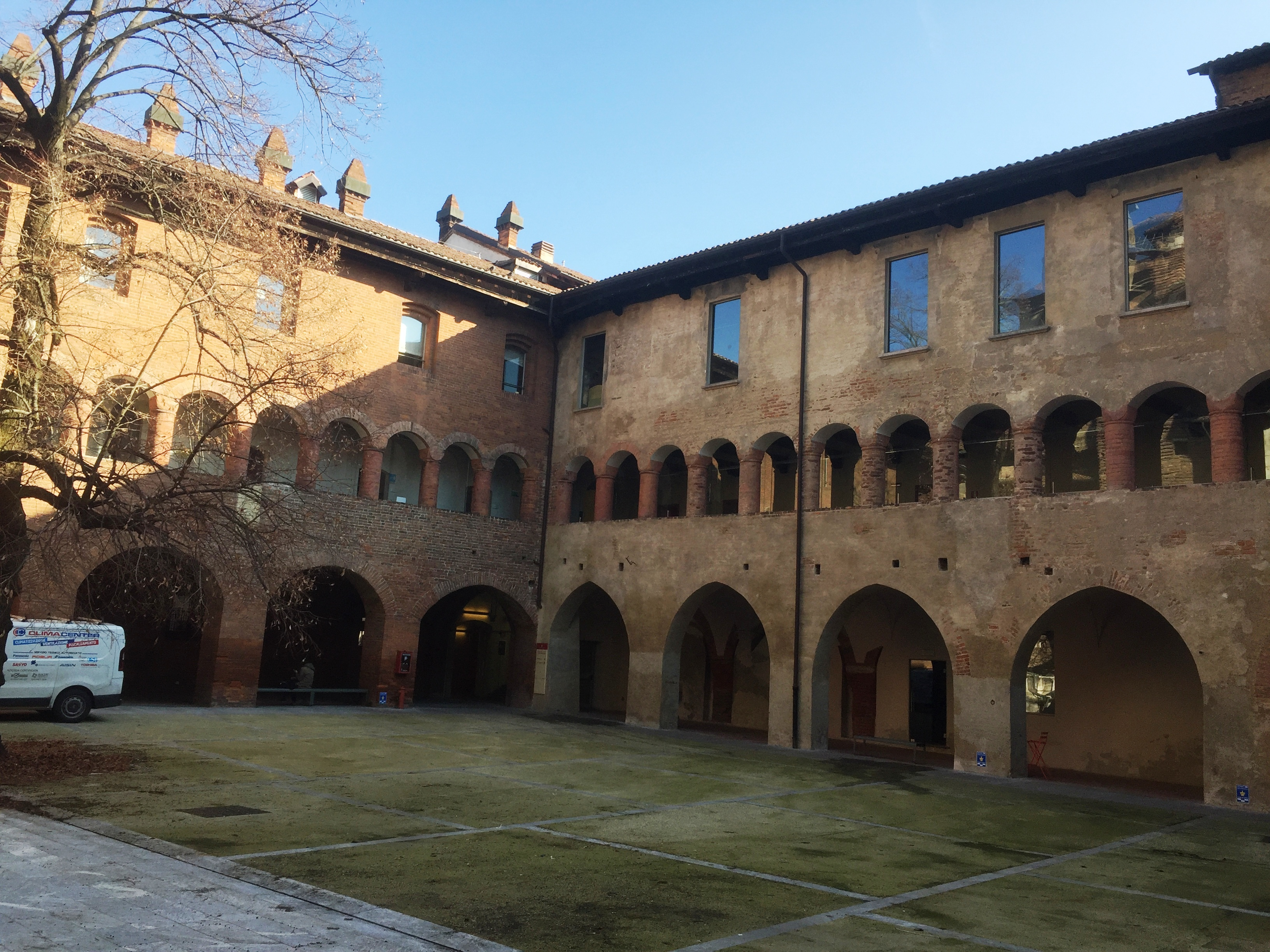
Der Innenhof des Broletto.
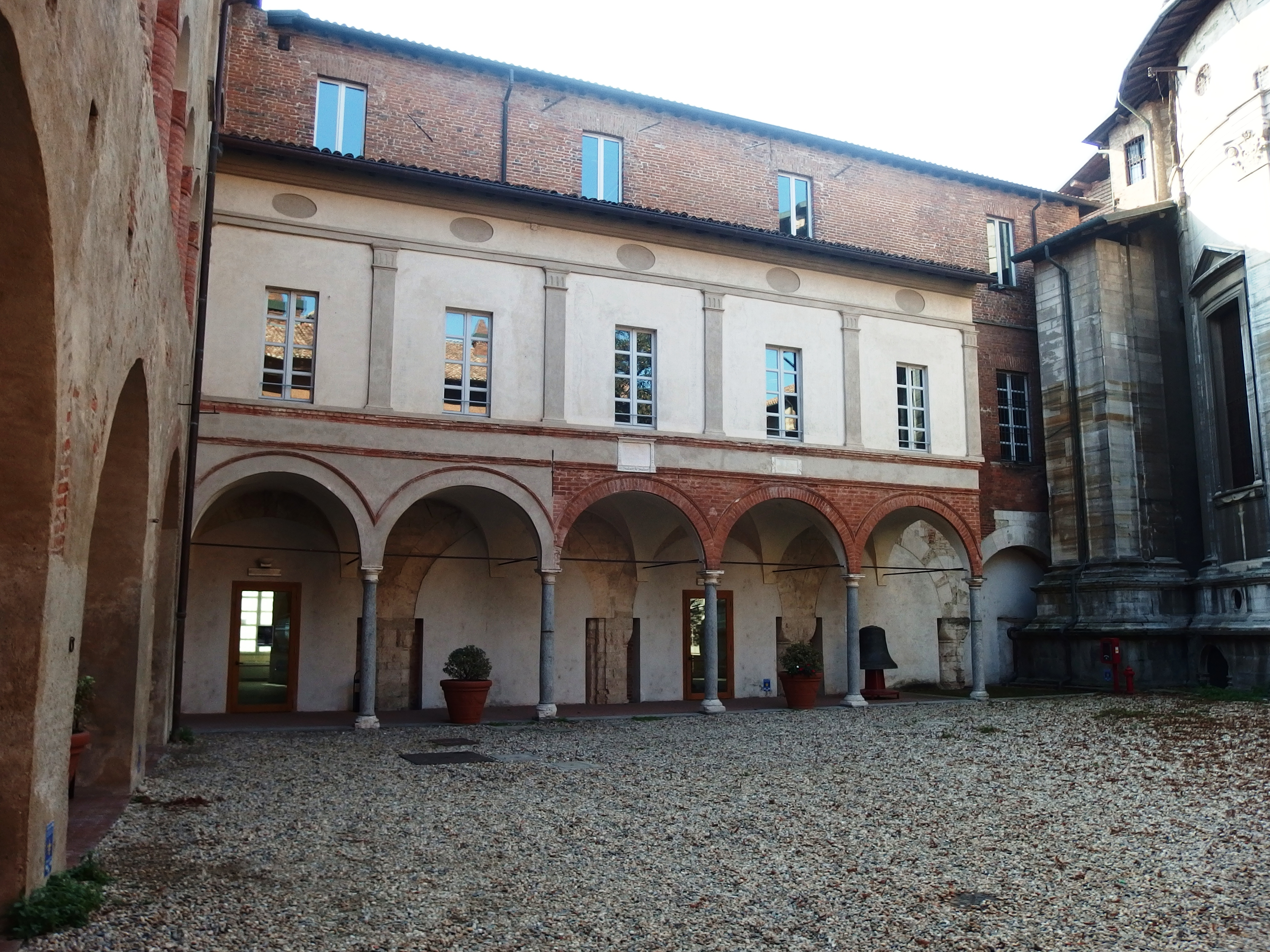
Die Loggia der Notare, 1539.

Der Bau erfolgte schrittweise durch einzelne Baukörper, die zunächst im Süden und später im Norden in dem Flügel errichtet wurden, der zur heutigen Piazza Vittoria hin ausgerichtet ist. Im heutigen östlichen Gebäude scheint die Anlage aus dem 13. Jahrhundert in mindestens zwei Phasen entstanden zu sein: ein eigenständiger Baukörper und der nördliche Wohnturm, in dessen Erdgeschoss sich die Kirche Santa Lucia befand und in dessen oberen Stockwerken sich vermutlich der erste Wohnbereich des Podestà befand, der bereits 1240 erwähnt wurde. Um die Mitte des 13. Jahrhunderts wurde auch der nördliche Flügel fertiggestellt, der zur heutigen Piazza Vittoria hin ausgerichtet ist. Auch dieser war ursprünglich im Erdgeschoss mit Arkaden und im Obergeschoss mit Biforien ausgestattet. Eine dieser Biforien, die während der Restaurierungsarbeiten von 1926–1928 wieder freigelegt wurde, stammt jedoch aus einer früheren Zeit und gehörte zum alten bischöflichen Palast.
Ebenfalls in diesen Jahren wurde der Innenhof des Broletto vereinheitlicht, indem eine Arkade errichtet wurde, über der eine Loggia mit Backsteinsäulen entstand. Diese Maßnahme ermöglichte die Verbindung der verschiedenen Flügel des Gebäudekomplexes.
Der Broletto-Komplex, bestehend aus drei Flügeln, die sich um einen zentralen Innenhof gruppieren, wurde um die Mitte des 13. Jahrhunderts vollendet. In den Dokumenten werden 1264 der „neue Palast“ und der „alte Palast“ sowie 1279 die Häuser des Podestà erwähnt. Der alte Palast beherbergte die Konsuln der Justiz für das Oltrepò und die Lomellina sowie die geheimen Räte, während im neuen Palast der Rat, die „Credenza der Hundert Weisen“ und der „Generalrat der Tausend Credenziari“ tagten. Nach der oligarchischen Umwandlung zu Beginn des 14. Jahrhunderts fand der Rat der Zwölf Weisen stattdessen in den Räumen des Podestà statt. Der Innenhof wurde zweifellos vom Portikus des Richterkollegiums eingenommen, der bereits 1342 erwähnt und 1401 erweitert wurde. Im 14. Jahrhundert wurden am Broletto verschiedene bauliche Eingriffe vorgenommen, darunter die Umgestaltung einiger Fenster, die mit zweifarbigen Rahmen verziert wurden, sowie die teilweise Schließung der alten Loggien im Erdgeschoss. Mindestens seit 1398 wurden im südlichen Flügel, der auf die Piazza Cavagneria ausgerichtet ist, Gefängnisse eingerichtet. Im Jahr 1498 befand sich die Fassade zur Piazza Grande (heute Piazza Vittoria) in schlechtem Zustand, sodass Sanierungsarbeiten eingeleitet wurden. Aus dieser Renovierung stammt die Loggetta der Fassade, die aus zwei Reihen von Bögen besteht, die durch runde Öffnungen aus Terrakotta unterbrochen sind, typisch für die Architektur des frühen 16. Jahrhunderts. Ursprünglich war die Loggetta anmutiger als heute, da sie von einer Ädikula überragt wurde, die auf kleinen Bögen ruhte und mit einer Pavillonkuppel überdacht war. In ihr befand sich eine Statue der Madonna, dieselbe, die heute in einem der Fenster der Palastfassade ausgestellt ist. Sie wurde 1604 von Pietro Lobbia aus Gandria aus Terrakotta, Cocciopesto und Stuck gefertigt.
Im Jahr 1872 wurde die Ädikula entfernt und durch eine Uhr ersetzt. Ab 1538 wurden Maßnahmen ergriffen, um den Fassaden zum Innenhof ein einheitliches und vollständiges Erscheinungsbild zu verleihen. Zwischen 1539 und 1544 wurde die Loggetta dei Notai (Loge der Notare) fertiggestellt, neben der 1556 die Gefängniskapelle errichtet wurde (sie wurde 1862 abgerissen). Zwischen 1561 und 1564 wurde die Treppe der Fassade, die zum Saal des Generalrats führt, erneuert.
Im Laufe des 16. Jahrhunderts wurden einige Räumlichkeiten im Erdgeschoss des Komplexes entlang der heutigen Piazza Cavagneria und Piazza Vittoria in Läden umgewandelt und an Privatpersonen verkauft.
1796 besetzte das französische Heer unter Napoleon die österreichische Lombardei, und die neuen demokratischen Stadtbehörden beschlossen, den Sitz der Stadtverwaltung in den Palazzo Mezzabarba zu verlegen, wo er bis 1799 blieb. Während der Jahre der Cisalpinischen Republik wurden 1797 alle steinernen und stuckierten Wappen der verschiedenen Podestà und Herrscher, die die Stadt regiert hatten, von den Fassaden des Broletto entfernt. Ebenso wurde die Marmortafel mit der Büste des aus Pavia stammenden Marschalls Antoniotto Botta Adorno, die sich an der Treppe des Palastes befand, entfernt. Zwei Jahre später, 1799, wurde das Fresko an der Spitze der großen Treppe, das Christus darstellte, übermalt. Zudem wurde das 1503 von den Savi di Provvisione als Dank für die Befreiung der Stadt von der Pest in Auftrag gegebene Gemälde des heiligen Augustinus überputzt (es wurde bei den Restaurierungen von 1926–1928 wieder freigelegt, allerdings in schlechtem Zustand).
Nicht zerstört wurde hingegen das große Gemälde mit der Darstellung von Kaiser Friedrich I. Barbarossa (heute in den Städtischen Museen), das Bernardo Cane 1583 als Kopie eines mittelalterlichen Wandgemäldes im Palast anfertigte.
Der Palast blieb bis 1875 Sitz der Stadtverwaltung, als die Gemeinde ihren Sitz in den prächtigen Palazzo Mezzabarba verlegte.
Ab 1875 wurde das Broletto für verschiedene Zwecke genutzt: Es beherbergte die Scuola Normale Femminile, die Camera del Lavoro und während der faschistischen Ära die Provinzföderation der Fasci di Combattimento. Von 1945 bis 1964 diente es als Sitz der Föderation der Kommunistischen Partei Italiens. Schließlich nahm es von 1964 bis 1989 die Räumlichkeiten der Mittelschule „Felice Casorati“ auf.
Heute beherbergt es die Scuola Superiore IUSS und das Kulturreferat der Stadt Pavia.